# 洪堡环形山
洪堡环形山(Humboldt)是位于月球正面东侧边沿一座巨大而又相对年轻的撞击坑，约形成于晚雨海世，其名称取自德国语言学家、哲学家、政治家及外交家威廉·冯·洪堡(1767年-1835年)，1935年被国际天文联合会正式批准接受。

## 描述

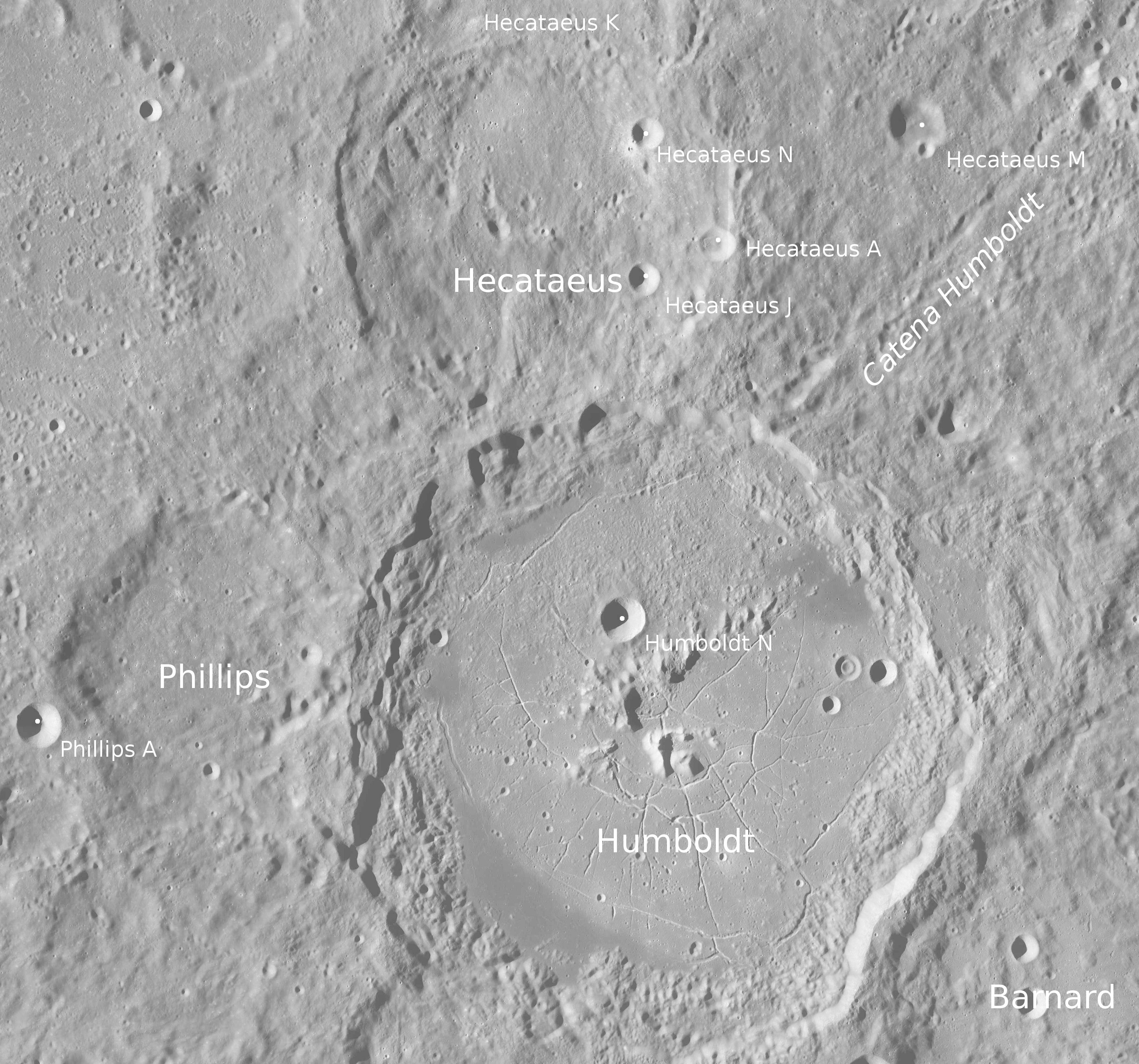
洪堡环形山的周边，月球勘测轨道器拍摄。

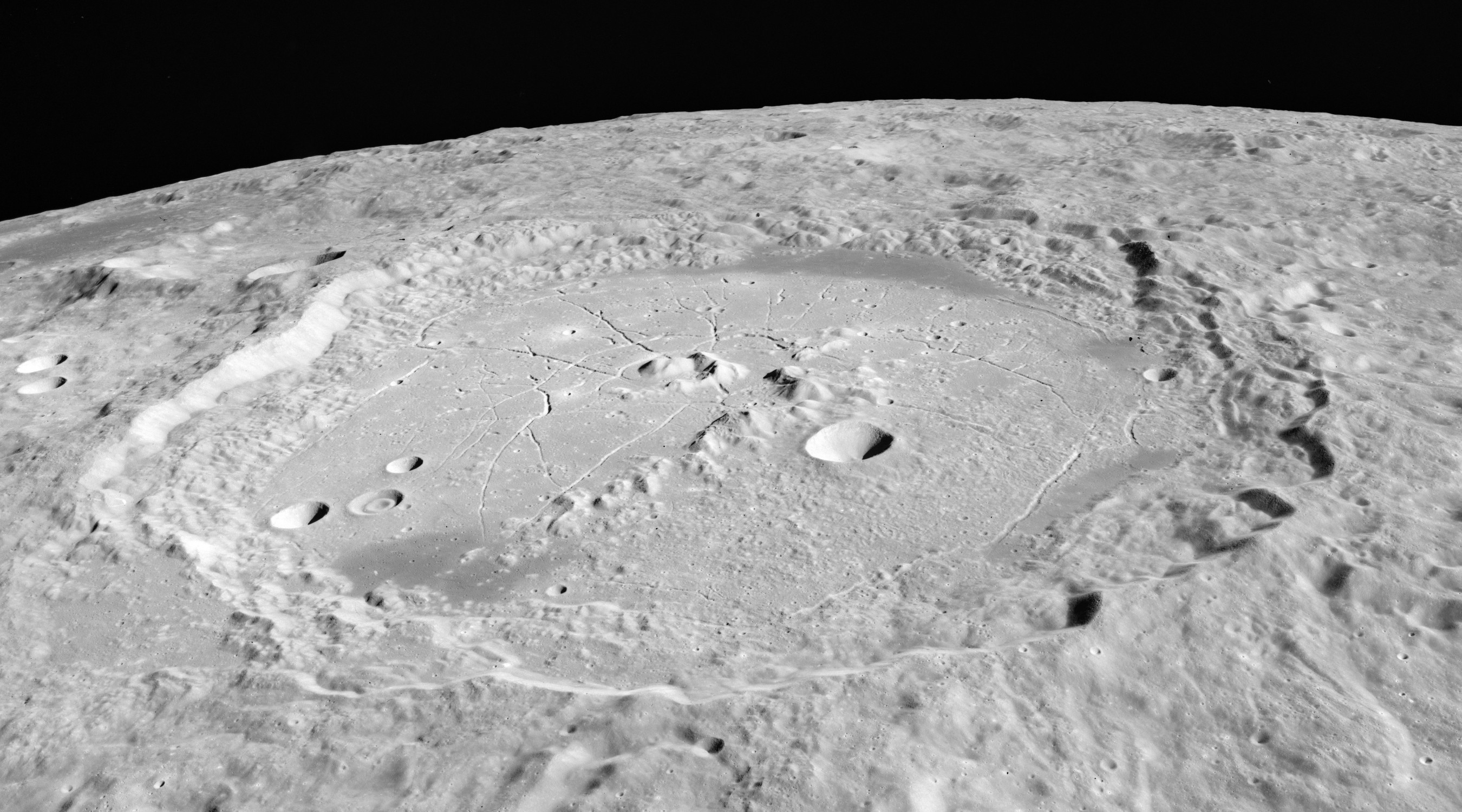
阿波罗15号拍摄的洪堡环形山斜视图

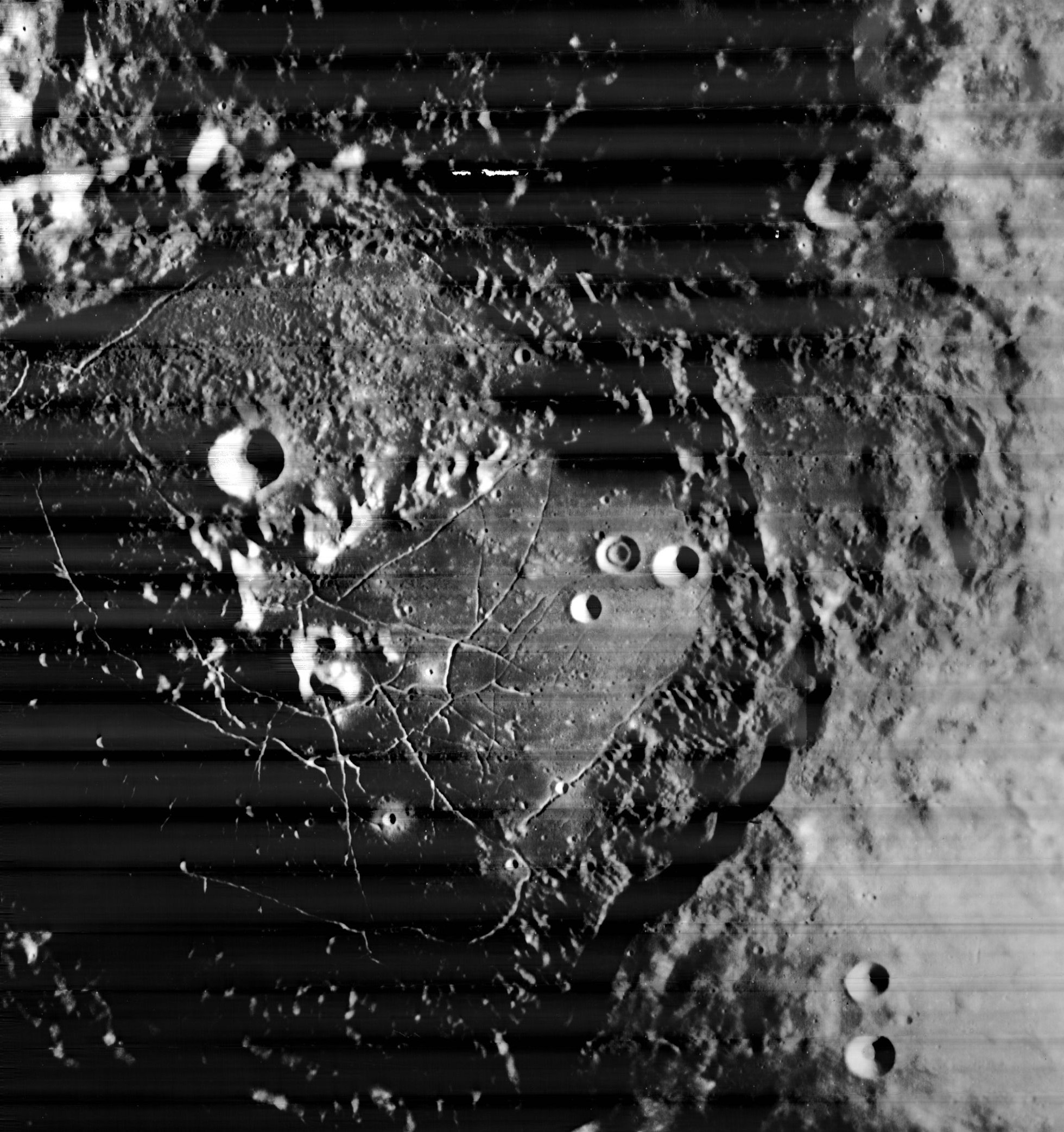
月球轨道器4号拍摄洪堡环形山细节图

该陨坑西北与菲利普斯环形山相接壤；北面毗邻赫卡泰奥斯环形山；居里环形山位于它的东北；东南及东南偏南坐落着巴纳德环形山和阿贝尔环形山；洪堡链坑从洪堡环形山的北侧壁一直伸向东北方，而东海则坐落在它的东南方。该陨坑的中心月面坐标为27°01′S 80°58′E / 27.02°S 80.96°E，直径199.5公里，深度5.16公里。
洪堡环形山的边缘轮廓不太规则，东南侧因巴纳德环形山的抵入而明显内凹。陨坑外侧壁相对较低，且已严重磨损，坑壁平均高出周边地形1910米。碗状的坑底相对平坦，中心附近矗立着一群山峰，中央峰西北偏北是卫星坑"洪堡 N"；陨坑底部蛛网般分布着一系列纵横交错的沟壑。西部、西北、东北及西南区地表较为幽暗；东部则坐落着三座小撞击坑，其中一座为同心环陨石坑。

## 卫星陨石坑
按惯例，最靠近洪堡环形山的卫星坑将在月图上以字母标注在该坑的中心点旁。

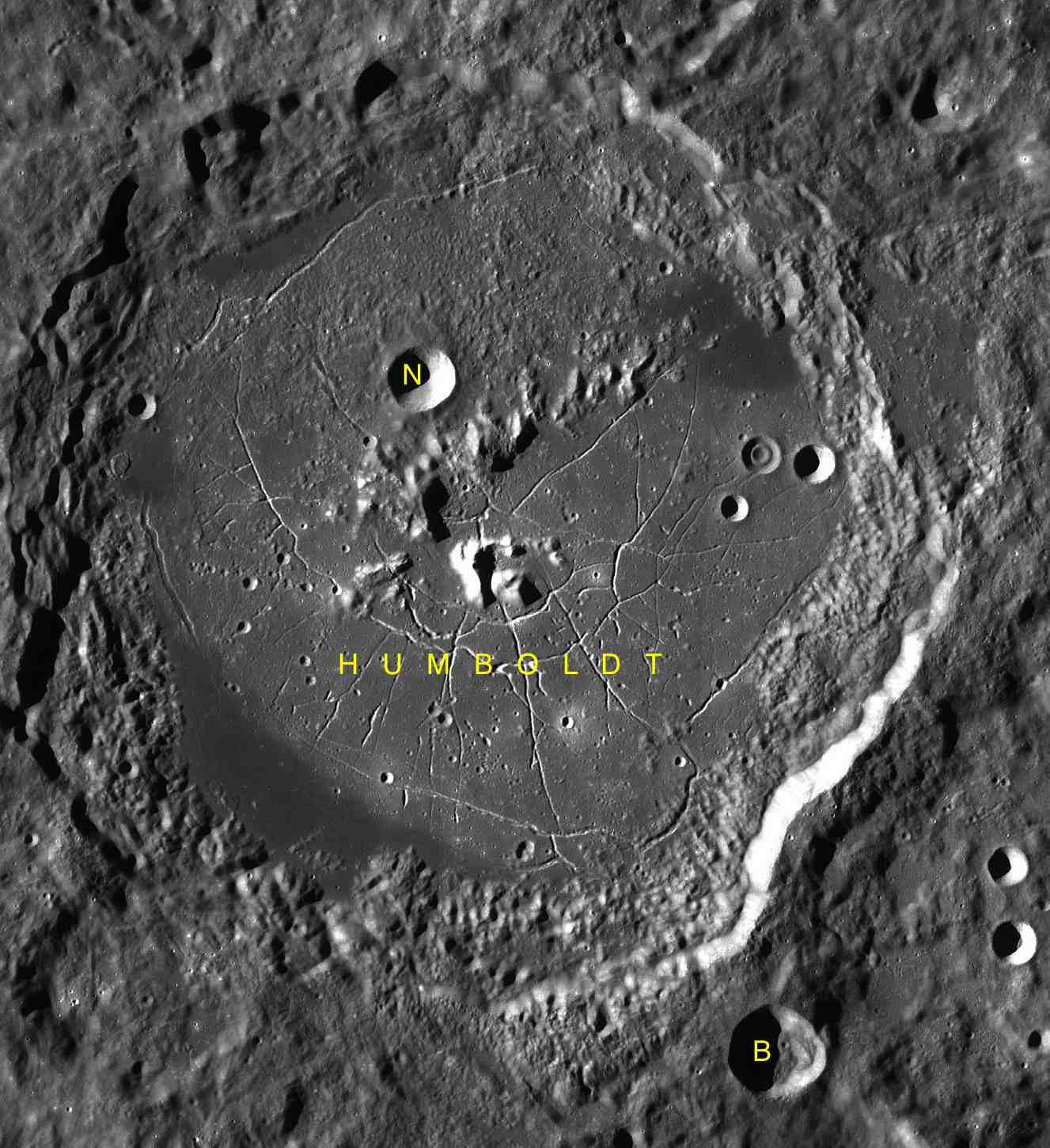
LAC-99 月图

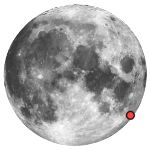
洪堡环形山位置图

| 洪堡 | 纬度    | 经度    | 直径    |
| ---- | ------- | ------- | ------- |
| B    | 30.9° S | 83.7° E | 21 公里 |
| N    | 26.0° S | 80.5° E | 14 公里 |

## 图集

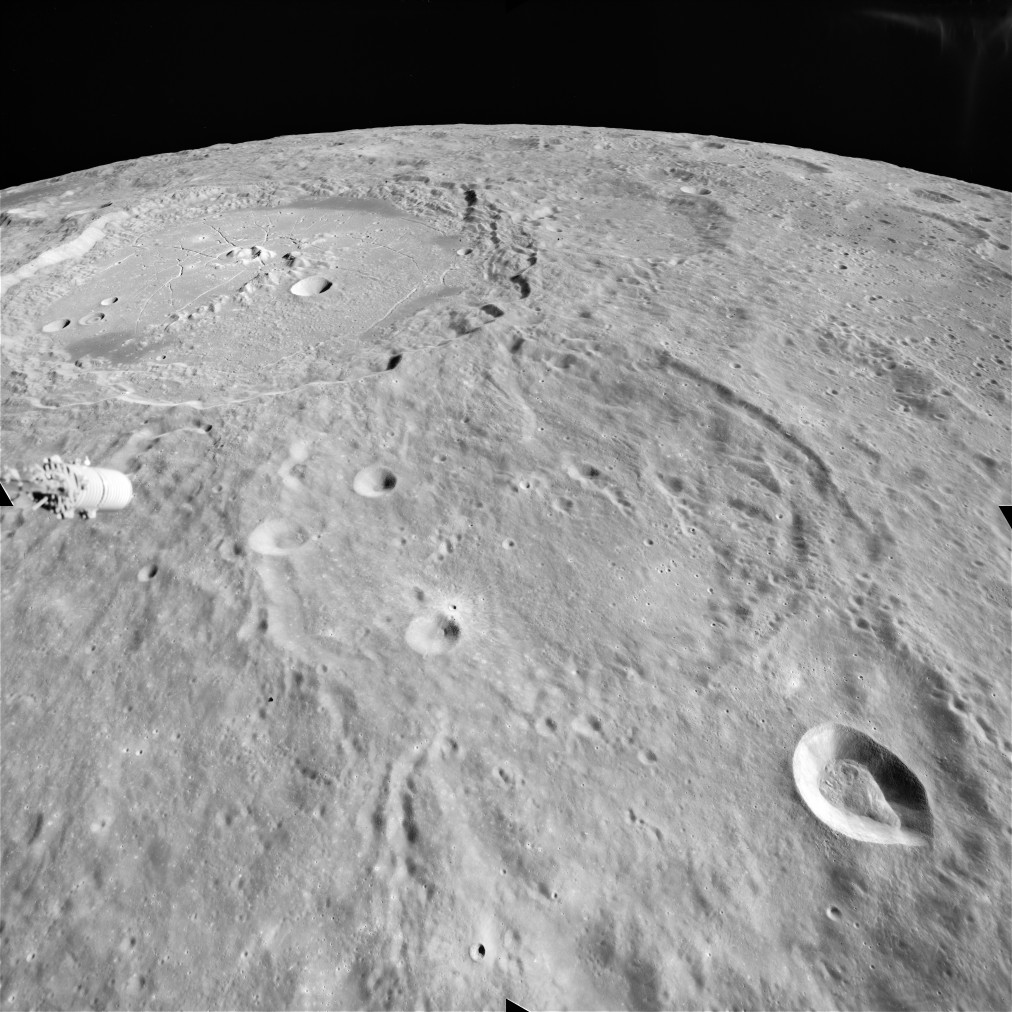
阿波罗15号拍摄的赫卡泰奥斯环形山(中部)和洪堡环形山(右下)
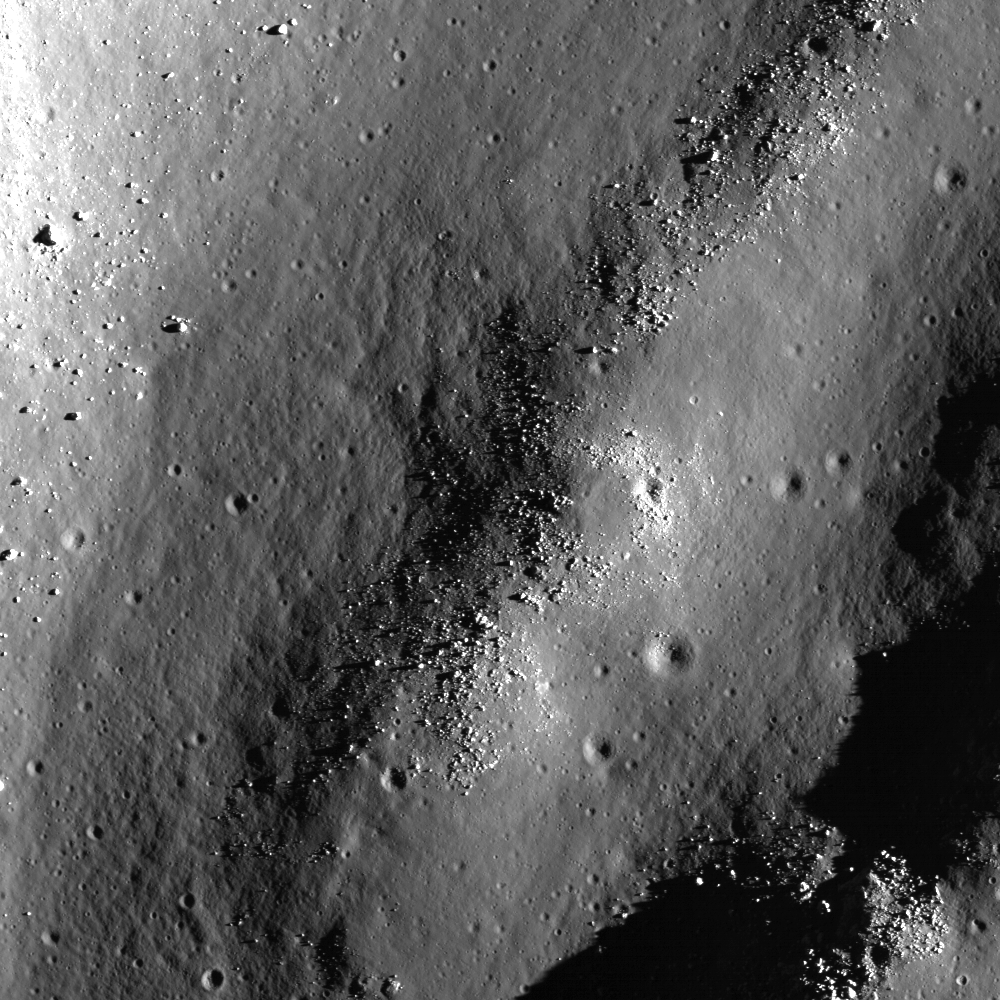
洪堡环形山坑底西侧的沟壑，月球勘测轨道器拍摄，拍摄范围约1000米。

## 另请参阅
- Andersson, L. E.; Whitaker, E. A. . NASA RP-1097. 1982.
- Blue, Jennifer. . USGS. July 25, 2007  [2007-08-05]. （原始内容存档于2012-04-08）.
- Bussey, B.; Spudis, P. . New York: Cambridge University Press. 2004. ISBN 978-0-521-81528-4.
- Cocks, Elijah E.; Cocks, Josiah C. . Tudor Publishers. 1995. ISBN 978-0-936389-27-1.
- McDowell, Jonathan. . Jonathan's Space Report. July 15, 2007  [2007-10-24]. （原始内容存档于2012-05-26）.
- Menzel, D. H.; Minnaert, M.; Levin, B.; Dollfus, A.; Bell, B. . Space Science Reviews. 1971, 12 (2): 136–186. Bibcode:1971SSRv...12..136M. doi:10.1007/BF00171763.
- Moore, Patrick. . Sterling Publishing Co. 2001. ISBN 978-0-304-35469-6.
- Price, Fred W. . Cambridge University Press. 1988. ISBN 978-0-521-33500-3.
- Rükl, Antonín. . Kalmbach Books. 1990. ISBN 978-0-913135-17-4.
- Webb, Rev. T. W.  6th revised. Dover. 1962. ISBN 978-0-486-20917-3.
- Whitaker, Ewen A. . Cambridge University Press. 1999. ISBN 978-0-521-62248-6.
- Wlasuk, Peter T. . Springer. 2000. ISBN 978-1-85233-193-1.